# NGC 1909
NGC 1909 is een reflectienevel in het sterrenbeeld Eridanus. Het hemelobject werd op 20 december 1786 ontdekt door de Duits-Britse astronoom William Herschel, en staat in de hedendaagse sterrenatlassen vermeld als het object IC 2118. Door de opvallende vorm ervan kreeg het de bijnaam Witch Head Nebula (Heksenkopnevel).
Waarnemers in de Benelux kunnen, aan de hand van NGC 1909, op zoek gaan naar de gordel van geostationaire satellieten. De telescoop met volgmechanisme dient naar het centrale gedeelte van NGC 1909 gericht te worden, de geostationaire satellieten bewegen traag door het beeldveld.

## Synoniemen
- IC 2118
- LBN 959
- CED 41